# Liechtensteiner-Cup 2024-2025
La Liechtensteiner-Cup 2024-2025, nota come FL1 Aktiv-Cup 2024-2025 per ragioni di sponsorizzazione, è stata l'80ª edizione della coppa nazionale del Liechtenstein, iniziata il 10 luglio 2024 e terminata il 20 maggio 2025. Si tratta dell'unica competizione ufficiale per le squadre del Liechtenstein, e garantisce alla vincitrice la qualificazione alla UEFA Conference League 2025-2026.
Il Vaduz ha vinto la coppa per la 51ª volta.

## Squadre partecipanti
Tutte le 17 squadre partecipanti giocano nel campionato svizzero:
| Challenge League | 1ª Lega       | 2ª Lega interregionale | 2ª Lega                 | 3ª Lega             | 4ª Lega                                                                                 | 5ª Lega                    |
| ---------------- | ------------- | ---------------------- | ----------------------- | ------------------- | --------------------------------------------------------------------------------------- | -------------------------- |
| Vaduz            | Eschen/Mauren | Balzers                | Ruggell Schaan Vaduz II | Triesen Triesenberg | Balzers II Eschen/Mauren II Eschen/Mauren III Ruggell II Schaan II Triesen II Vaduz III | Balzers III Triesenberg II |

## Date
| Turno             | Data                |
| ----------------- | ------------------- |
| Turno preliminare | 14 agosto 2024      |
| Ottavi di finale  | 4-18 settembre 2024 |
| Quarti di finale  | 29-30 ottobre 2024  |
| Semifinali        | aprile 2025         |
| Finale            | maggio 2025         |

## Turno preliminare
Il turno preliminare comprende tutte e tre le "terze" squadre (Eschen/Mauren III, FC Vaduz III e Balzers III), con le prime due che giocano tra loro e la terza che ottiene la qualificazione diretta agli ottavi di finale.
| Squadra 1      | Risultato | Squadra 2 |
| -------------- | --------- | --------- |
| 14 agosto 2024 |           |           |
| Balzers III    | 2 - 6     | Vaduz III |

## Ottavi di finale
Gli ottavi di finale vedono l'ingresso di tutte le altre squadre, con inizio il 4 settembre 2024. Il sorteggio si è tenuto il 14 agosto 2024.
| Squadra 1         | Risultato | Squadra 2     |
| ----------------- | --------- | ------------- |
| 4 settembre 2024  |           |               |
| Ruggell II        | 2 - 1     | Schaan        |
| 10 settembre 2024 |           |               |
| Vaduz III         | 0 - 8     | Ruggell       |
| 17 settembre 2024 |           |               |
| Triesen           | 0 - 13    | Vaduz         |
| Eschen/Mauren II  | 2 - 1     | Schaan II     |
| Balzers II        | 0 - 5     | Vaduz II      |
| Triesenberg II    | 3 - 2     | Triesen II    |
| 18 settembre 2024 |           |               |
| Triesenberg       | 0 - 4     | Eschen/Mauren |
| Eschen/Mauren III | 1 - 6     | Balzers       |

## Quarti di finale
Il sorteggio è stato effettuato il 19 settembre 2024 da Daniel Hasler, ex giocatore della nazionale di calcio del Liechtenstein.
| Squadra 1       | Risultato   | Squadra 2        |
| --------------- | ----------- | ---------------- |
| 16 ottobre 2024 |             |                  |
| Triesenberg II  | 0 - 10      | Vaduz            |
| 29 ottobre 2024 |             |                  |
| Ruggell II      | 3 - 1       | Eschen/Mauren II |
| 30 ottobre 2024 |             |                  |
| Vaduz II        | 1 - 2 (dts) | Eschen/Mauren    |
| Ruggell         | 1 - 3 (dts) | Balzers          |

## Semifinali
Il sorteggio è stato effettuato il 19 settembre 2024 da Ernest Hasler, giornalista sportivo del Liechtenstein.
| Squadra 1      | Risultato | Squadra 2 |
| -------------- | --------- | --------- |
| 9 aprile 2025  |           |           |
| Ruggell II     | 0 - 15    | Balzers   |
| 23 aprile 2025 |           |           |
| Eschen/Mauren  | 3 - 7     | Vaduz     |

## Finale
| Arbitro: | Hüseyin Sanli |

|                       |           |                                    |
| Murati 15’ Forrer 49’ | Marcatori | 65’, 79’ (rig.) Cavegn 75’ Navarro |